# 竹田 (御所市)
竹田（たけだ）は、奈良県御所市の大字。郵便番号は639-2206。本項ではかつて同区域に存在した竹田村（たけだむら）についても記す。

## 地理
御所市街地の北に位置する。西で東松本、北・東で東辻、東・南で栄町、南で御国通り一丁目に接する。

### 河川
- 鎮守川

## 歴史
- 幕末 - 「旧高旧領取調帳」の記載によると、櫛羅藩領であった。
- 明治4年
  - 7月14日（1871年8月29日） - 廃藩置県により櫛羅県の管轄となる。
  - 11月22日（1872年1月2日） - 第2次府県統合により、全域が奈良県（第1次）の管轄となる。
- 1876年（明治9年）4月18日 - 第2次府県統合により堺県の管轄となる。
- 1881年（明治14年）2月7日 - 大阪府の管轄となる。
- 1887年（明治20年）11月4日 - 奈良県（第2次）の管轄となる。
- 1889年（明治22年）4月1日 - 町村制の施行により、近世以来の葛上郡竹田村が単独で自治体を形成。櫛羅村・東松本村・鎌田村・小林村・楢原村・三室村・西松本村と櫛羅村外七ヶ村組合村を結成。
- 1897年（明治30年）4月1日 - 竹田村の所属郡が南葛城郡に変更。
- 1915年（大正4年）1月1日 - 櫛羅村外七ヶ村組合村の7村が合併して大正村が発足。同村の大字となり、竹田村廃止。
- 1958年（昭和33年）3月31日 - 大正村が御所町・葛村・葛上村と合併して御所市が発足。同市の大字となる。

## 世帯数と人口
2020年（令和2年）12月31日現在の世帯数と人口は以下の通りである。
| 町丁 | 世帯数  | 人口  |
| ---- | ------- | ----- |
| 竹田 | 188世帯 | 456人 |

## 小・中学校の学区
市立小・中学校に通う場合、学区は以下の通りとなる。
| 番地 | 小学校             | 中学校             |
| ---- | ------------------ | ------------------ |
| 全域 | 御所市立御所小学校 | 御所市立御所中学校 |

## 交通

### バス
- 御所市コミュニティバス
  - 東コース
    - 老人福祉センター - 新屋敷 - 近鉄御所駅 - 豊年橋 - 御所市役所 - 竹田 - 今城 - 柳原 - 御所東高校前 - 玉手 - 水平社博物館前 - 今住 - JR掖上駅 - 大口峠 - 葛公民館前 - 吉野口駅 - 朝町 - 小殿 - かもきみの湯 - 重阪 - 新田

## 施設
- 来迎寺
- 厳島神社
- 竹田公民館